# 巴彦淖尔市临河区第一中学
巴彦淖尔市临河区第一中学，简称临一中，是巴彦淖尔市重点中学，位于中國内蒙古巴彦淖尔市临河区解放西街。

## 历史
临河一中始建于1956年，是内蒙古自治区建立较早的高级中学之一。

## 学校现状
临一中有62个教学班，学生4936人，在岗教职工237人。拥有60000余册藏书的数字化图书馆、标准的400米塑胶跑道体育场以及占地10000平方米左右的小游园。现任校长为刘慧莉。

## 校园社团
校园内主要社团为“新芽文学社”，该文学社多次被评为全国校园文化优秀社团以及全国校园文学社团。而它出版的刊物《校园之声》也曾经次获全国校园文化优秀社团社刊。